# Luder von Borch
Luder von Borch (* unbekannt; † 28. Juni 1251 in Verden, selten auch Lothar von Berg oder Lüder von Borg) war von 1231 bis 1251 Bischof von Verden.
Luder stammte aus der stiftsbremischen Ministerialenfamilie der von Borch. Vor seiner Wahl zum Bischof war er Dompropst in Verden. Gewählt wurde er, nachdem er eine Wahlkapitulation unterzeichnet hatte, die ihn gegenüber dem Domkapitel verpflichtete.
Luders Pontifikat war durch Konflikte mit dem benachbarten Adel gezeichnet. Auf der einen Seite versuchte Konrad von Wölpe die durch Luders Vorgänger Iso von Wölpe, einen Onkel Konrads, an das Bistum Verden übertragenen Wölpischen Besitztümer zurückzuerlangen. 1236 eroberte Konrad Verden und plünderte es, woraufhin er exkommuniziert wurde. Erst 1250 konnte diese Fehde durch Vermittlung Heinrichs von Hoya beendet werden, wobei Konrad nicht mehr als die Aufhebung seiner Exkommunikation erreichen konnte.
Auf der anderen Seite stand das neue Herzogtum Braunschweig-Lüneburg, mit Otto dem Kind als erstem Herzog. Dieser war zwar Lehensnehmer gegenüber dem Bistum Verden, es war aber sein Bestreben, sich aus dieser Lehensbindung zu lösen. Dies gelang ihm um 1250 auch, so konnte der Herzog das 1243 von Luder gestiftete Kloster Scharnebeck unter seine Kontrolle bringen. Auch der Anspruch Verdens auf die halbe Lüneburg ging verloren.
Nur mit dem Erzbistum Bremen, dessen Beziehung zu Verden unter Bischof Iso starken Belastungen unterworfen war, konnte Luder sich schnell aussöhnen. Mit dem Erzbischof Gebhard II. von Bremen nahm er bald gemeinsame Pontifikalhandlungen vor, so weihte er zusammen mit dem Erzbischof 1240 den Schweriner Bischof Dietrich.
Die unter Rudolf I. begonnene und von Iso fortgeführte Territorienbildung konnte Luder nicht fortsetzen. Angesichts der starken Konkurrenz durch die benachbarten Territorialgewalten ist es aber erstaunlich, das Luder den Bistumsbesitz überhaupt weitgehend behaupten konnte.
Im Thronstreit zwischen dem vom Papst gebannten Kaiser Friedrich II. und dem Gegenkandidaten Heinrich Raspe stand Luder auf Seiten Heinrichs und gehörte offenbar sogar zu dessen engerem Umfeld. Deutlich wird dies durch eine Königsurkunde, die, anstatt vom Gegenkönig selbst, durch Bischof Luder gesiegelt wurde. Eine solche Fremdbesiegelung einer Königsurkunde ist einzigartig. Luder benutzte für diese Urkunde ein neues Siegel, das ihn mit einem Rationale zeigt, mit der ihn der Papst Innozenz IV. offenbar für die Unterstützung Heinrichs auszeichnete.